# Hoplitis alboscopata
Hoplitis alboscopata är en biart som först beskrevs av Léon Abel Provancher 1888.  Hoplitis alboscopata ingår i släktet gnagbin, och familjen buksamlarbin. Inga underarter finns listade i Catalogue of Life.